# التعليم في ليختنشتاين

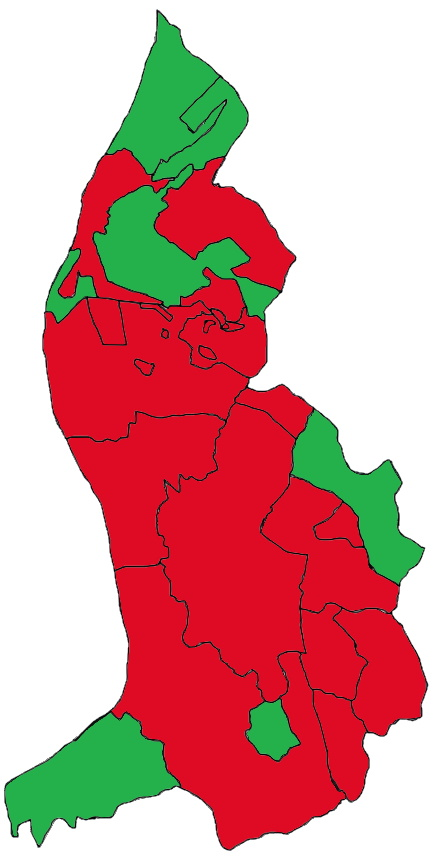
نتائج استفتاء الإصلاح الثانوي حسب البلدية - ليختنشتاين 2009

التعليم في ليختنشتاين نظام التعليم في ليختنشتاين هو نظام شبيه بنظام التعليم السويسري، نسبة المتعلمين في ليختنشتاين (القراءة والكتابة) في ليختنشتاين هو %100.